# María de mi corazón
María de mi corazón és una pel·lícula mexicana de 1979, dirigida per Jaime Humberto Hermosillo, amb l'argument i guió de Gabriel García Márquez, qui es va basar en una història real que li havien narrat a Barcelona i de la qual va realitzar algunes notes.

## Sinopsi
El lladre de cases, Héctor, torna a la seva amb un botí i troba en el seu llit a María, la seva companya de vuit anys abans, i que va vestida de núvia. Ella conta que el seu nuvi no va arribar a l'església. Abans ella havia fet el mateix a Héctor i vol disculpar-se. Héctor segueix enamorat d'ella i la convenç que es quedi. María és maga i en assabentar-se que Héctor és lladre el fa mag també i junts treballen en espectacles de cabaret i teatre. Un dia María treballarà a una altra ciutat i la seva camioneta es descompon, la recull un camió que transporta un grup de malalts mentals a un hospital campestre. María demana parlar però la creuen boja i la internen. Héctor pensa que una altra vegada l'ha abandonat, mentre ella sofreix el cruel tracte que donen als malalts. Quan a la fi Héctor la localitza una sèrie de malentesos el convencen que María sofreix trastorns mentals i marxa sense rescatar-la.

## Repartiment
- Héctor Bonilla - Héctor Roldán
- María Rojo - María Torres
- Salvador Sánchez - Venedor de chueco
- Armando Marín - El pecas
- Tomás Mojarro -Don Tomás
- Evangelina Martínez - Eva
- Roberto Sosa - Xofer d'autobús
- Dolores Beristáin - Infermera I
- Marta Navarro - infermera II
- Margarita Isabel - infermera III
- Beatriz Moreno - infermera IV
- Eduardo López Rojas - Guàrdia
- Arturo Beristáin - Gerent Centre Nocturn
- Óscar Chávez - Cantant (ell mateix)
- Ana Ofelia Murguía - Doctora Murguía
- Blanca Torres - Blanquita
- Xóchitl - Cap de infermeres
- José Alonso - Pepe
- Enrique Lizarde - Ama de la casa
- Eva Calvo - Infermera rossa

## Recepció
Les crítiques cap a aquest film van ser positives segons la premsa a causa de l'actuació convincent dels actors que van participar en la pel·lícula, així com una realització, exaltant-se el treball del director i dels guionistes. També es va convertir en una fita del cinema mexicà, ja que és dels primers films a realitzar-se de manera cooperativa, aportant en ella actors, tècnics i realitzadors.
A més, aquesta cinta es va exhibir en la Fira del Llibre llatinoamericà a Washington, Estats Units.